# 타유타마
《타유타마》(タユタマ -Kiss on my Deity-)는 성인 게임 제작사 Lump Of Sugar에서 2008년 7월에 발매한 미연시 게임으로 인간과 요괴의 종류인 타유타이 사이의 공존과 갈등을 소재로 한 줄거리다. 인간과 인간이 아닌 존재의 갈등이라는 부분은 매우 흔한 주제이지만 완성도 높은 시나리오와 매력적인 일러스트와 CG로 표현된 캐릭터들이 호평을 받았으며 그 인기에 힘을 입어 2009년 5월에 팬디스크인 타유타마-it's happy days-를 발매했으며 그 이전 2009년 4월에는 애니로도 나왔다. 하지만 애니는 원작과 팬디스크의 완성도에 비해 한참 떨어져 팬들에게 실망을 안겨줬다.

## 줄거리
주인공 미토 유우리는 마을의 신사인 야치마타 신사의 외아들이다. 특별한 능력을 가진 유우리는 오랜 전통을 가진 명문 여학교 쿠라세이 학원에 새로 만들어진 일반 남녀공학 슬라이들리에 다니며 아버지의 신념에 따라 즐겁게 지내는 걸 목표로 하고 있다.
어느 날 유우리는 교내 공사 도중 발견된 신비한 유적에 봉인된 타유타이라는 존재를 만나게 되고, 다시 봉인하기 위해 밤에 몰래 소꿉친구 카와이 아메리와 같은 반 친구 카나메 산쿠로와 함께 유적이 있는 현장을 찾는다. 그곳에서 유우리는 키쿠라미카미노히메라 불리는 강력한 힘을 지닌 고대의 타유타이와 만나게 된다. 그녀는 500년 전부터 유적을 지켜왔으며 유우리의 선조인 야치마타 가문의 사람을 사랑했었다. 그녀는 유우리의 선조와 함께 인간과 타유타이의 공존을 바랬으나 500년 전에는 뜻을 이루지 못했다.
그때 기계치인 아메리의 실수로 오토바이가 폭주해 유적에 부딪혀 봉인이 깨지고, 수많은 타유타이가 풀려난다. 특히나 타유타이들 중 강력한 3강이라 불리는 세 타유타이가 흩어져 소동을 일으키려고 하자 키쿠라미카미노히메는 자신의 분신이자 환생이라 할 수 있는 어린 타유타이 소녀를 맡기며 자신과 선조가 이루지 못한 것을 이루어 줄 것을 부탁하며 사라진다.
어린 타유타이 소녀는 유우리에게서 마시로라는 이름을 받게 되고, 하룻밤만에 어린 모습에서 유우리 또래로 성장한 마시로는 유우리를 서방님이라 부르며 스스로를 유우리의 아내라 칭하고, 이로 인한 여러 소동들이 벌어진다.

## 등장인물
미토 유우리(원작 성우 없음. 애니판 히노 사토시)- 본작의 주인공. 과거 강력한 퇴마사였던 야치마타 가문의 후예. 선천적으로 강력한 퇴마능력을 가진 것과 신사의 외아들이라는 것 이외에는 평범한 학생으로 오토바이를 좋아하고, 직접 제작하는 취미가 있다. 선천적 능력 덕분에 타유타이의 존재를 다른 사람들보다 일찍 깨달았고, 그 결과 마시로를 돌보게 됐다. 뭘 하던 어느 정도 잘 하는 편.
미토 마시로(원작 마츠다 리사, 애니판 리키마루 노리코. 둘 다 동일 성우)- 키쿠라미카미노히메의 분신이자 환생체라 할 수 있는 소녀. 얼핏 보면 머리카락처럼 보이는 여우를 닮은 귀와 꼬리를 가진 타유타이 소녀로 키쿠라미카미노히메의 힘과 기억을 그대로 전승한 네 발로 걷는 타유타이들의 정점에 섰다고 할 수 있다. 아름다운 외모와 온화하고 낙천적인 성격이나 화가 나면 매우 무섭다. 유우리를 진심으로 좋아해 서방님이라 부르고 있으며 자신의 성도 유우리를 따라 지을 정도. 두꺼운 백과사전을 몇 초만에 외우고, 가사만능인 천재지만 기계에는 약하다.
카와이 아메리(원작 하나노 카오리, 애니판 시모다 아사미. 둘 다 동일 성우)- 유우리의 소꿉친구이자 동급생. 기본적인 성적이나 재능은 뛰어나지만 놀기 좋아하고 마이 페이스적인 성격으로 유우리를 비롯한 주변 사람을 휘두르는 편. 유우리가 짝사랑한 상대로 아메리도 유우리에게 호감을 가졌지만 중학교를 기점으로 서먹해져 지금은 미묘하다.
타케나시 유미나(원작 아오토 유우, 애니판 미즈하시 카오리. 동일 성우)- 유우리의 의붓여동생이자 타케나시 가의 양녀. 일찍 부모를 잃어 미토 가에서 유우리와 함께 자랐으나 타케나시 가문에 양녀로 들여졌다. 기본적인 재능은 있지만 타인의 시선을 받으면 지나치게 긴장하여 자기 재능을 제대로 발휘 못한다. 보기와는 달리 망상벽이 있는 편.
키사라기 미후유(원작 미사키 리나, 애니판 이토 시즈카. 동일 성우)- 쿠라세이 여학원의 '플로리스(Flawless)'라 불리는 여학부 소속. 언제나 냉철하고 사려 깊은 성격이고, 주변의 신뢰도 깊어 학생 전체의 80% 이상이 찬성하지 않으면 될 수 없는 여학부 총대표인 '밀레디'에 당당히 뽑혔다. 집이 워낙 이름있는 회사이고, 어릴 때부터 영재교육을 받으며 여학교를 다녔기에 이성에 대해 어두운 편이다.
누에(미카, 애니판 나카가와 리에)- 타유타이 3강 중 하나. 비록 3강으로 불리지만 다른 3강인 봉황과 오우류와 사이가 좋은 건 아니라 혼자 인간세상을 돌아다닌다. 마치 슬라임 몸체에 여러 가면을 합체시킨 불쾌한 형상으로 인간들을 습격하지만 정체는 알려진 것이 없다.
카나메 산쿠로(오키아유 료타로)- 유우리, 아메리와 절친한 친구. 이름에 숫자 '39'가 들어가 평상시 '39'라는 별명으로 불린다. 1년 유급해 유우리, 아메리보다 연상이지만 그건 신경쓰지 않는다. 관서 사투리를 구사하며, 밴드 활동이 취미.
미토 유우도(와카모토 노리오. 원작과 애니 동일.)- 미토 유우리의 아버지이자 야치마타 신사의 신주. 하지만 여자애들에게 농담을 던지고 술을 즐기는 등 신주로서의 모습을 좀처럼 찾아보기 힘들다. 유우리와는 늘 티격태격이지만 서로를 부자로서 챙겨주고 걱정할 정도로 사이는 좋은 편. 갑자기 나타나 얹혀사는 마시로를 자주 놀리면서도 딸처럼 여기고 있다.
키쿠라미카미노히메(원작 마츠오카 유키, 애니판 나가미 하루카. 동일 성우)- 오래전부터 존재했던 강력한 타유타이. 인간과 타유타이가 한참 반목하던 때 인간을 괴롭혔으나 유우리의 선조와 싸워 패했다. 자신을 죽이지 않고 인간 세상을 떠돌며 인간에 대해 배우게 한 유우리의 선조를 사랑하게 됐으나 인간과 타유타이라는 경계선으로 인해 그 뜻을 이루지 못했고 자신의 분신 마시로를 유우리에게 맡기며 뒷일을 부탁한다.
카와이 겐조(탄자와 테루유키)- 쿠라세이 여학원의 일반부 남녀공학인 슬라이들리의 대표이사. 아메리의 아버지로 유우리의 아버지 유우도와는 집안끼리 절친한 사이. 전형적인 팔불출 아버지.
란 선생(나가세 히나)- 슬라이들리 교사. 유우리의 반 담임이기도 하다.
타카야마 토시에(츠노다 나루미)-플로리스의 이사를 맡은 여성. 학창 때는 미레디에 뽑힐 정도의 인물이었다고 전해진다.
오우류(원작 소라노 타이요, 애니 키시오 다이스케. 동일 성우)- 3강 중 하나. 3강 중 가장 강하고, 용의 모습을 하고 있다. 인간의 모습을 할 수 있지만 인간에게 심한 반감을 가지고 있어 인간 모습이 되는 걸 싫어한다. 유우리의 오토바이를 유적에 부딪히게 하여 봉인을 깨고 나오는 것은 좋았으나 다른 3강 일원들이 협조하지 않자 혼자 인간에게 복수하려고 한다.
봉황(성우 없음)-거대한 새의 모습을 한 수컷과 암컷 한쌍의 타유타이. 누에나 오우류와 달리 인간의 모습을 취할 수도 없고, 말을 하거나 말을 완전히 이해할 수 있는 지능은 없다. 진화 과정에서 언어와 지능이 진화에 필요없다고 여긴 것이다.

## 발매 정보
- 2008년 7월 11일 타유타마-Kiss on my deity-발매
- 2009년 4월 애니판 타유타마 방영시작
- 2009년 5월 29일 팬디스크 타유타마-It's happy days-발매